# Żelechów
Żelechów (IPA: ʐɛ'lɛxuf) is een stad in het Poolse woiwodschap Mazovië, gelegen in de powiat Garwoliński. De oppervlakte bedraagt 12,14 km², het inwonertal 4065 (2005).